# Olea europaea
Espèce
Olea europaea est une espèce de plantes à fleurs de la famille des Oleaceae. C’est un arbre ou un arbuste répandu à travers l'Afrique, l'Asie et l'Europe méditerranéenne et dont une variété a été domestiquée et cultivée pour devenir l'olivier. Au cours de l'histoire de la botanique, de nombreuses sous-espèces ont été décrites.

## Sous-espèces
La dernière révision du genre Olea en 2002 n'en distingue cependant plus que six :
- Olea europaea subsp. europaea, caractéristique du bassin méditerranéen ;
  - Olea europaea subsp. europaea var. sylvestris, variété sauvage, l'oléastre ;
  - Olea europaea subsp. europaea var. europaea, variété cultivée, l'olivier à proprement dit dans le langage courant, qui est une sélection de l'oléastre[2];
- Olea europaea subsp. cuspidata (Wall. & G.Don) Cif. (1942), la sous-espèce la plus largement répandue dans le monde, présente dans toute l'Afrique y compris les Mascareignes, et dans de nombreuses régions sèches d'Asie, depuis l'Arabie jusqu'en Chine ;
- Olea europaea subsp. cerasiformis, sous-espèce tetraploïde endémique de Madère ;
- Olea europaea subsp. guanchica, endémique des Canaries ;
- Olea europaea subsp. laperrinei, présente dans les montagnes sahariennes ;
- Olea europaea subsp. maroccana, sous-espèce hexaploïde représentée par une population isolée du Haut Atlas marocain.

Par ailleurs, des populations envahissantes ont été signalées en Australie et dans certaines îles du Pacifique. Les analyses génétiques ont démontré que ces populations ont deux origines distinctes, l'une à partir de formes cultivées méditerranéennes (Sud Australie) et l'autre à partir de formes sauvages de la sous-espèce cuspidata du Sud de l'Afrique (par ex. : Est Australie, Hawaï). Une possibilité d'hybridation entre ces deux formes a également été rapportée.

## Description

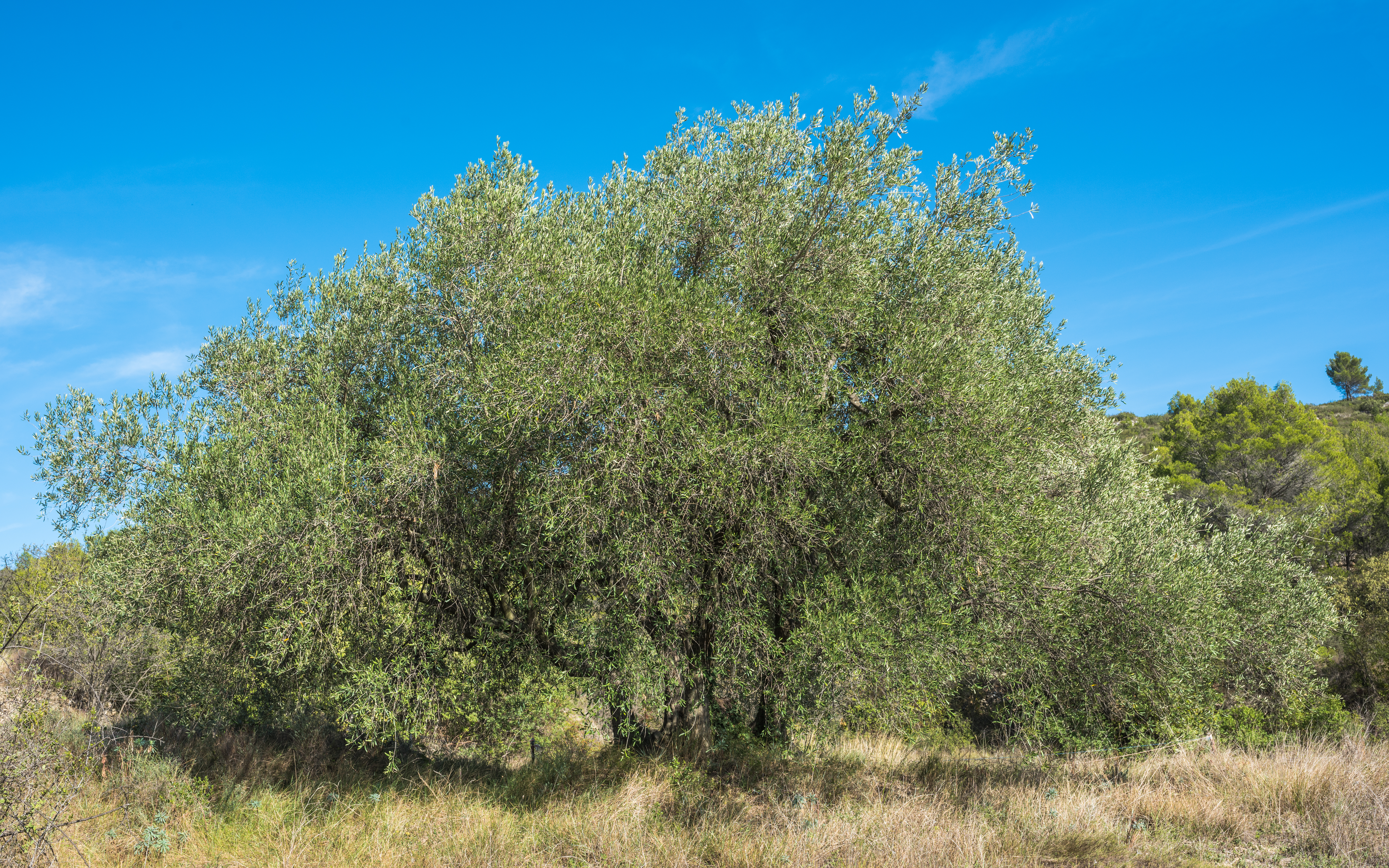
Un olivier à Murviel-lès-Béziers.

Les représentants de l'espèce Olea europaea sont des buissons, arbustes ou arbres sempervirents (toujours verts) pouvant atteindre jusqu'à 15 m de hauteur. Les rameaux sont parsemés d'écailles peltées. Le feuillage est persistant, les feuilles sont opposées, entières et elliptiques, coriaces et parsemées de poils écailleux, plus ou moins étroites, longues de 3 à 9 cm.
Les fleurs, blanches ou jaunâtres, sont groupées en panicules axillaires. Le calice soudé, à 4 lobes triangulaires, est court. Les corolles forment des tubes à 4 pétales. Les étamines sont au nombre de deux. L'ovaire supère est de forme conique plus ou moins renflée. Les fruits sont des drupes charnues à noyau dur, longues de 5 mm à 4 cm, qui deviennent noires à maturité.

## Phénologie
La pollinisation est anémophile : elle est assurée par le vent. Le pollen est allergisant :  dans les régions plantées en oliviers, la forte présence dans l'air de pollen d'Olea europaea pendant la période de floraison (de mai à fin juin dans l'hémisphère nord) est une cause importante d'allergies chez les sujets sensibles,,.